# 聯元

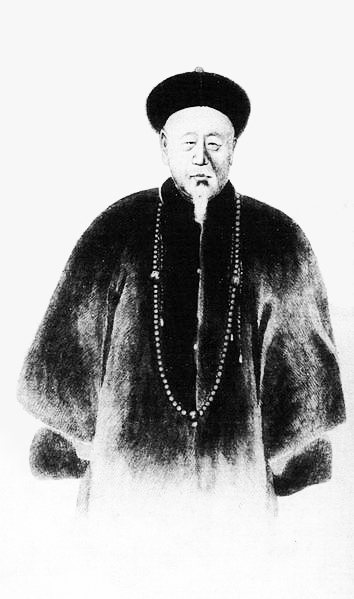
聯元

聯元（れんげん、Lianyuan、1838年 - 1900年）は、清末の官僚。字は仙蘅。
満州鑲紅旗人。チュイギャ氏（cuigiya hala、崔佳氏）。1868年に進士となり、やがて内閣学士・総理各国事務衙門行走に昇進した。1900年、義和団の乱が発生し、義和団が各国公使館を包囲した。御前会議で崇綺（チュンキ）が「民気用いるべし」と主張すると、聯元は「民気用いるべし、匪気用いるべからず」と反論し、争論となった。八カ国連合軍が天津の大沽砲台を占拠すると、端郡王載漪らは主戦論を唱えた。聯元は「日清戦争では日本一国にも勝利できなかったのに、八カ国連合軍に勝利できるだろうか」と反論した。しかし載漪はその言葉を不吉として退け、旧暦7月17日、徐用儀・立山（リシャン）とともに聯元を斬首に処した。義和団の乱終結後、聯元は徐用儀・許景澄・袁昶・立山とともに「五忠」と称された。